# Avengers Campus
Avengers Campus est une zone thématique sur l'univers cinématographique Marvel des parcs à thèmes de Disney, ouvert à Disney California Adventure en Californie, à Hong Kong Disneyland et au parc Walt Disney Studios en France. Le land de Hong Kong Disneyland ne se nomme pas Avengers Campus, mais Stark Expo.

## Historique
Le 12 février 2018, lors de la D23 Expo Japan 2018, Disney annonce la transformation de l’attraction Rock 'n' Roller Coaster du Parc Walt Disney Studios en attraction sur le thème d‘Iron Man.
Le 27 février 2018, trois zones ont été annoncées pour le parc Walt Disney Studios dont la construction est prévue entre 2020 et 2025 sur les thèmes de Marvel, La Reine des neiges et Star Wars,. La première esquisse dévoilée le jour-même présente un Hollywood Boulevard prolongé, débouchant sur un nouveau lac artificiel de près de 3 ha. Celui-ci reliera les nouvelles zones du parc, une zone La Reine des neiges et une zone Star Wars semblable à Star Wars: Galaxy's Edge (la zone Marvel, quant à elle, prendra la place de Backlot, à gauche de l'entrée). Le lac servira par ailleurs à accueillir de nouveaux spectacles. Ceux-ci comprendront effets pyrotechniques, jeux de lumière et animations aquatiques.
Le 12 juin 2019, Disneyland Resort obtient un permis pour construire un Marvel Land en lieu et place de la zone A Bug's Land,
Le 21 août 2019, lors de la D23 Expo 2019, il est annoncé que la zone Marvel s'appellera Avengers Campus et portera le même nom à Disney California Adventure, au parc Walt Disney Studios et Hong Kong Disneyland. Toutefois le parc chinois utilise par la suite le sous-titre Avengers Campus - Stark Expo.

## Localisations

### Disney California Adventure

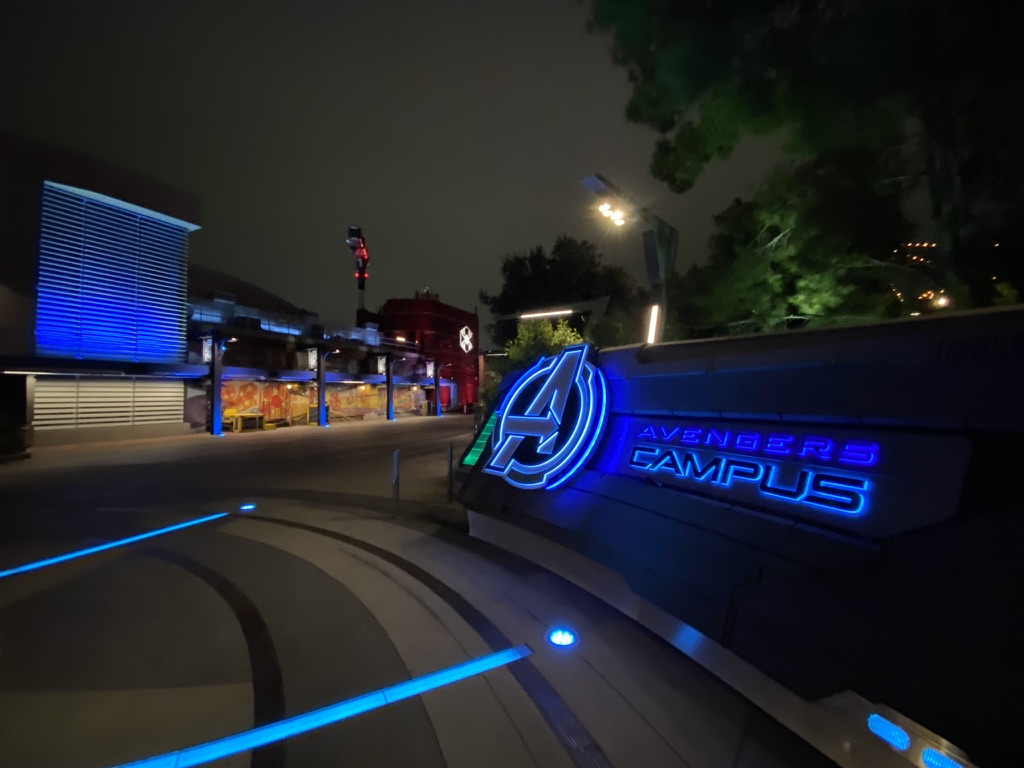
Entrée de Avengers Campus à Disney California Adventure.

Cette version d'Avengers Campus, reprend l'emplacement occupé précédemment par A Bug's Land (en) jusqu'en 2018. Il prend pour thème le quartier général américain des Avengers. La zone comprend Guardians of the Galaxy – Mission: Breakout! ainsi que la nouvelle attraction Web Slingers: A Spider-Man Adventure. Un plan de la zone a été présenté sur le site wdwnt.com le 8 août 2019. Le land aurait dû ouvrir le 18 juillet 2020, mais la date d'ouverture a été repoussée au 4 juin 2022 en raison de la Pandémie de Covid-19.

#### Attractions
- Guardians of the Galaxy – Mission: Breakout! est une attraction de type parcours scénique et tour de chute présente au parc Disney California Adventure (Anaheim, États-Unis). Ouverte officiellement le 27 mai 2017, Mission: Breakout est une version rethématisée de la traditionnelle The Twilight Zone Tower of Terror. Au lieu de s'inspirer de la série La Quatrième Dimension, elle est basée sur l'univers des Gardiens de la Galaxie.
- Web Slingers: A Spider-Man Adventure propose une journée porte ouverte dans les locaux de la W.E.B. (Worldwide Ingeneering Brigade), entreprise créée par Tony Stark, où certaines de leurs nouvelles créations seront exposées. Parmi ces inventions se trouvent les Spider-Bots : des araignées robotiques conçues pour construire tout ce dont un super-héros pourrait avoir besoin. Cependant, quelque chose finit par se détraquer : les Spider-Bots se déchaînent et se répliquent à un rythme alarmant. La journée portes ouvertes se transforme donc brusquement en mission : Spider-Man sollicite alors l'aide des visiteurs pour les attraper. Dans cette attraction, les visiteurs équipés de lunettes 3D doivent tendre leurs bras pour lancer des toiles d'araignées tout comme Spider-Man, grâce à une technologie qui détecte les mouvements. L'objectif de cette attraction est de toucher un maximum de cibles présentes sur les Spider-Bots, qui ont par ailleurs des valeurs de points différentes selon leurs couleurs (bleu, vert et or). Un tableau d'affichage public permet aux équipes de connaitre les meilleurs scores journaliers, hebdomadaires et mensuels de l'attraction[8].

#### Animation
- Doctor Strange: Journey into the Mystic Arts : spectacle mettant en scène Docteur Strange apprenant les arts mystiques.

### Hong Kong Disneyland
Le 8 octobre 2013, Thomas O. Staggs, président de Disney Parks, Experiences and Products, annonce la construction de la première attraction sur le thème des super-héros Marvel dans un parc Disney à Hong Kong Disneyland,. Le 22 novembre 2016, Hong Kong International Theme Park Co., Ltd. annonce une nouvelle série de plans d'expansion pour construire une zone thématique Marvel à Hong Kong Disneyland. Elle reprend une partie de Tomorrowland et se nommera Stark Expo et non Avengers Campus comme les deux autres lands Marvel. Dans Stark Expo, les visiteurs seront invités à rejoindre les super héros dans leurs batailles.
Les attractions Iron Man Experience ouverte le 11 janvier 2017 et Ant-Man and the Wasp: Nano Battle! ouverte le 31 mars 2019 seront intégrées à la zone prévue pour 2023.

#### Attractions
- Iron Man Experience est une attraction 3D de simulation de mouvements tout comme Star Tours à Tomorrowland à Hong Kong Disneyland, qui a ouvert le 11 janvier 2017. L'attraction est basée sur le personnage de Marvel Comics Iron Man, devenant la première attraction Disney à être basée sur une propriété Marvel[11]. Sur le plateau de la fiction Stark Expo, Tony Stark recrute des invités pour repousser les extraterrestres qui attaquent Hong Kong.
- Ant-Man and the Wasp: Nano Battle! : Il s'agit d'une attraction interactive sur le thème de Ant-Man remplaçant et fonctionnant sur le même principe que Buzz Lightyear Astro Blasters.
- Attraction Avengers Quinjet (nom provisoire) : Cette attraction n'ouvrira pas en même temps que le land, elle est prévue dans une seconde phase. De ce fait, peu d'informations ont été dévoilées concernant celle-ci. Elle est prévue pour 2023 à Hong Kong.

### Parc Walt Disney Studios
L'Avengers Campus reprend l'emplacement de Backlot et est donc situé au fond à gauche du parc. Backlot était de scénarisation sommaire et devait représenter ce à quoi ressemblent véritablement des studios de cinéma de nos jours (de grands bâtiments aux formes simples permettant des tournages). Ce land était donc plus fonctionnel qu’esthétique dans l'histoire du parc. L'Avengers Campus du Parc Walt Disney Studios a pour thème l'univers Marvel. Comme les deux autres lands Avengers présents dans le monde, il fait partie d'une histoire globale et interconnectée sur les Avengers. L'Avengers Campus Paris ouvre le 20 juillet 2022. Le Avengers Deployment Vehicle ou ADV se situe aussi dans cette zone. Conçu par Tony Stark en collaboration avec Shuri du Wakanda Design Group, le véhicule sert au déploiement des super-héros dans divers endroits de l’Avengers Campus. Hero Training Center se situe à côté du Avengers Assemble: Flight Force, en lieu et place du garage de Moteurs, Action!, il propose de rencontrer des personnages de l'univers Marvel.

#### Attractions
- Avengers Assemble: Flight Force est une refonte de l'attraction Rock 'n' Roller Coaster : il s'agit d'un parcours de montagnes russes en intérieur comportent 3 inversions. L'attraction est totalement repensée comme une aventure à grande vitesse, dans laquelle les visiteurs font équipe avec Iron Man et Captain Marvel pour sauver la planète Terre de missiles Kree. Cependant le parcours des montagnes russes a été préservé tout comme les wagons d’origines qui ont seulement été re-thématisés. Les visiteurs sont invités à monter à bord d’un véhicule de la Flight Force afin de dévier les missiles de la Terre.
- Spider-Man W.E.B. Adventure est une attraction Marvel : elle se situe à la place d'Armageddon : Les Effets Spéciaux. Elle propose une journée porte ouverte dans les locaux de la W.E.B. (Worldwide Engineering Brigade), entreprise créée par Tony Stark, où certaines de leurs nouvelles créations sont exposées. Parmi ces inventions, les Spider-Bots : des araignées robotiques conçues pour construire tout ce dont un super-héros pourrait avoir besoin. Cependant quelque chose finit par se détraquer : les Spider-Bots se déchaînent et se répliquent à un rythme alarmant. La journée portes ouvertes se transforme donc brusquement en mission, Spider-Man sollicitant alors votre aide pour les attraper. Dans cette attraction, les visiteurs équipés de lunettes 3D doivent étirer leurs mains pour lancer des toiles d'araignées tout comme Spider-Man, grâce à une technologie qui détecte les mouvements. L'objectif de cette attraction est de toucher un maximum de cibles présentes sur les Spider-Bots, qui ont des valeurs de points différentes suivant leurs couleurs (bleu, vert et or). Un tableau d'affichage public permet aux équipes de connaitre les meilleurs scores journaliers, hebdomadaires et mensuels de l'attraction[8].